# Тривия
 За римската богиня вижте Тривия (митология).  
Тривия е събирателно име за разнообразни любопитни, но маловажни факти, които се използват в шоубизнеса при съставяне на въпроси за развлекателни предавания от тип викторина (куиз шоу). Думата идва от латински и споделя общ корен и с думата „тривиален“. Навлиза в употреба през 1960-те години в САЩ, когато двама студенти от Колумбийския университет, Ед Гуудголд и Дан Карлински, организират първата колежанска викторина. Двамата са и авторите на първата книга, съдържаща тривия-факти: „Тривия“, издадена през 1966 г. и влязла в списъка на бестселърите на в. „Ню Йорк Таймс“. Преди тривия-субкултурата да получи разпространение посредством радиото, телевизията и книгите, думата е означавала всякакви единици информация, които достигат човек чрез популярната култура и в процеса на обучение, но впоследствие думата придобива смисъла на рядко срещани (и трудно проверими) факти, чието знание се счита от някои хора за белег за ерудиция. Тази гледна точка среща своите противници. Днес в Интернет съществуват множество уебсайтове, посветени изключително на събирането на тривия, но достоверността им бива подлагана на съмнение. Развлекателните тривия-предавания в България имат традиция в лицето на „Минута е много“ (БНТ), което е в ефир от 1980 г. По-нови телевизионни предавания от този тип са „Стани богат“ (Нова ТВ), „Вот на доверие“ (bTV), "10/64" (БНТ). На българския пазар също могат да се намерят и множество книги с тривия-въпросите от „Минута е много“ и „Стани богат“.